# آنا فان در وخت
آنا فن در وگت (به انگلیسی: Anna van der Vegt) ژیمناست زادهٔ ۴ دسامبر ۱۹۰۳ میلادی اهل کشور هلند است.